# Сторожевское 2-е сельское поселение
Сторожевское 2-е сельское поселение — муниципальное образование в Лискинском районе Воронежской области.
Административный центр — село Сторожевое 2-е.

## Население
| 2010 | 2012 | 2013 | 2014 | 2015 | 2016 | 2017 |
| ---- | ---- | ---- | ---- | ---- | ---- | ---- |
| 592  | ↘569 | ↘555 | ↘544 | ↘536 | ↘534 | ↗539 |
| 2018 |      |      |      |      |      |      |
| ↘521 |      |      |      |      |      |      |

## Населённые пункты
В состав поселения входит 1 населённый пункт: село Сторожевое 2-е.